# Villar-d'Arêne
Villar-d'Arêne è un comune francese di 287 abitanti situato nel dipartimento delle Alte Alpi della regione della Provenza-Alpi-Costa Azzurra.
Si trova all'interno del parco nazionale des Écrins.
Il colle del Lautaret si trova nei confini comunali. Vicino a Villar-d'Arêne, si trova La Grave.

## Società

### Evoluzione demografica
Abitanti censiti